# シドニー・アルトマン
シドニー・アルトマン（Sidney Altman, 1939年5月7日 - 2022年4月5日）は、カナダ生まれの分子生物学者。イェール大学の分子生物学、細胞生物学、進化生物学、化学の教授である。1989年、RNAの触媒機能の発見によりトーマス・チェックとともにノーベル化学賞を受賞した。
アルトマンは存命していた頃、「米国のための科学者と技術者」のアドバイザリー委員を務めていた。
2022年4月5日、長い闘病生活の末死去した。82歳没。

## 教育
アルトマンはケベック州のモントリオールに生まれた。1960年にマサチューセッツ工科大学から学士号を得て、18か月間をコロンビア大学の物理学部の大学院生として過ごした。その後、1967年にコロラド大学から生物物理学の博士号を得た。

## ノーベル賞の研究
シドニー・アルトマンはリボザイムであるリボヌクレアーゼPの酵素機能の発見によってノーベル賞を授与された。リボヌクレアーゼPは、構造RNA分子1つと、1つ（真正細菌）のあるいは複数（真核生物及び古細菌）のタンパク質からなるリボタンパク質複合体の一部である。元々は真正細菌のリボヌクレアーゼPでは、タンパク質のサブユニットが触媒活性部位であり、tRNAの成熟に関わるものだと考えられていた。ところが試験管内での複合体の再構築の実験の際に、アルトマンらはRNA分子単独でも触媒活性を持っていることを発見した。この発見で、彼はノーベル賞を受賞することになった。リボヌクレアーゼPは真正細菌にも存在するが、彼の後の研究により、真正細菌では触媒作用にタンパク質サブユニットが必須であることが分かっている。
1988年にはローゼンスティール賞、2016年にはロモノーソフ金メダルを受賞。

## 私生活
アルトマンは、哲学者ステファン・ケーナーの娘で、作家であり科学誌編集者のアン・ケーナーと結婚した。ステファン・ショーベによって翻訳された Easter Island and Its Mysteries （東アイルランドとその謎）など彼女の本はインターネットで無料で手に入る。息子のダニエル・アルトマンはインターナショナル・ヘラルド・トリビューンの国際経済特派員で、ジョージ・ブッシュがアメリカ経済で行った賭けを描いた Neoconomy や Connected - 24 Hours in the Global Economy の著者である。娘のリアは夫と2人の娘とグラスゴーに住んでおり、フリーの助産婦として働いている。